# Liste der Kulturdenkmale in Nadelwitz

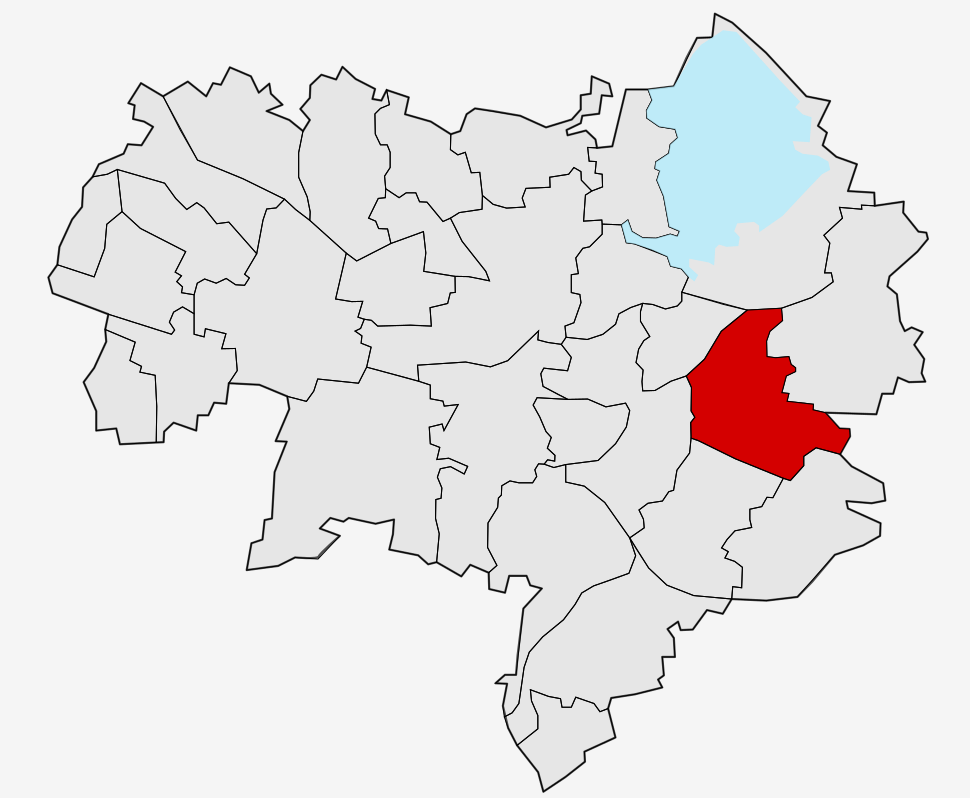
Lage des Ortsteils Nadelwitz in Bautzen

In der Liste der Kulturdenkmale in Nadelwitz sind die Kulturdenkmale des Bautzener Ortsteils Nadelwitz  verzeichnet, die bis März 2025 vom Landesamt für Denkmalpflege Sachsen erfasst wurden (ohne archäologische Kulturdenkmale). Die Anmerkungen sind zu beachten.

## Liste der Kulturdenkmale in Nadelwitz
| Bild                                    | Bezeichnung                                                          | Lage                                        | Datierung                                                 | Beschreibung | ID       |
| --------------------------------------- | -------------------------------------------------------------------- | ------------------------------------------- | --------------------------------------------------------- | --- | -------- |
| Direkt Bild zu diesem Denkmal hochladen | Wohnhaus, in der Mitte Werkstatt                                     | Löbauer Straße 59 (Karte)                   | 1927                                                      | Straßenbildprägend von Bedeutung | 09250449 |
| Direkt Bild zu diesem Denkmal hochladen | Verwaltungsgebäude und Internat einer Schule (Berufsbildungszentrum) | Löbauer Straße 77 (Schafbergstraße) (Karte) | Um 1950                                                   | Baugeschichtlich und ortsgeschichtlich von Bedeutung, heute Berufsbildungszentrum für Technik, alle Gebäude außer Verwaltungsbau mit steinernem Treppenaufgang und Figur sowie Internat wurden 2007 aus der Denkmalliste wegen gravierender Veränderungen gestrichen | 09250440 |
| Direkt Bild zu diesem Denkmal hochladen | Kapelle und Toranlage des Katholischen St. Marienfriedhofs           | Muskauer Straße 50 (Karte)                  | 1912/1913                                                 | Eingeschossiger Gebäudekomplex bestehend aus südlichem Querbau, östlichem Eingang und nach Norden ausgerichteten Längsbau, typisches und weitgehend einheitlich bauzeitlich erhaltenes bauliches Zeugnis seiner Entstehungszeit, baugeschichtlicher Wert, als Bestandteil des katholischen Friedhofs St. Marien auch ortsgeschichtliche und ortsbildprägende Bedeutung | 09307400 |
| Direkt Bild zu diesem Denkmal hochladen | Wohnhaus mit Scheunenanbau                                           | Nadelwitzer Straße 14 (Karte)               | Bezeichnet mit 1818                                       | Kleines ländliches Haus, baugeschichtlich von Bedeutung, bezeichnet mit „P. S. 1818“, teilweise mit originalen kleinen Fenstern; Scheunenanbau und möglicherweise auch Wohnhaus abgerissen | 09250442 |
| Direkt Bild zu diesem Denkmal hochladen | Rittergut mit Herrenhaus, Remise und Stall- und Speichergebäude      | Nadelwitzer Straße 45 (Karte)               | Um 1870 (Rittergutsbestandteil); um 1890 (Remisengebäude) | Baugeschichtlich und ortsgeschichtlich Bedeutung. - Herrenhaus: Mittelbetonung, zwei Seitenanbauten, originales Oberlicht, teilweise originale Fenster - Dienstbotengebäude: teilweise verputzt, gestrichen; ursprünglich erfasst unter Nadelwitzer Straße 22; das dazugehörende Dienstbotengebäude (zeitweise Kuhstall) sowie die Scheune und Scheunenruine wurden nach 1993 und 1999 abgebrochen Eingeschossiges Herrenhaus mit flachem Walmdach und je einem Zwerchhaus an den Längsseiten, um 1870. Rundbogenfenster, gartenseitig eine großzügige Freitreppe. Hiervon abgegrenzt durch Park mit Teich eine vierseitige Hofanlage mit verschiedenen Stall- und Wirtschaftsgebäuden. | 09250444 |

## Streichungen von der Denkmalliste
| Bild                                    | Bezeichnung        | Lage                          | Datierung | Beschreibung                                                              | ID       |
| --------------------------------------- | ------------------ | ----------------------------- | --------- | ------------------------------------------------------------------------- | -------- |
| Direkt Bild zu diesem Denkmal hochladen | Wohnhaus mit Anbau | Nadelwitzer Straße 20 (Karte) | Um 1890   | Baugeschichtlich von Bedeutung; nach 2014 von der Denkmalliste gestrichen | 09250443 |

## Tabellenlegende
- Bild: Bild des Kulturdenkmals, ggf. zusätzlich mit einem Link zu weiteren Fotos des Kulturdenkmals im Medienarchiv Wikimedia Commons. Wenn man auf das Kamerasymbol klickt, können Fotos zu Kulturdenkmalen aus dieser Liste hochgeladen werden:
- Bezeichnung: Denkmalgeschützte Objekte und ggf. Bauwerksname des Kulturdenkmals
- Lage: Straßenname und Hausnummer oder Flurstücknummer des Kulturdenkmals. Die Grundsortierung der Liste erfolgt nach dieser Adresse. Der Link (Karte) führt zu verschiedenen Kartendiensten mit der Position des Kulturdenkmals. Fehlt dieser Link, wurden die Koordinaten noch nicht eingetragen. Sind diese bekannt, können sie über ein Tool mit einer Kartenansicht einfach nachgetragen werden. In dieser Kartenansicht sind Kulturdenkmale ohne Koordinaten mit einem roten bzw. orangen Marker dargestellt und können durch Verschieben auf die richtige Position in der Karte mit Koordinaten versehen werden. Kulturdenkmale ohne Bild sind an einem blauen bzw. roten Marker erkennbar.
- Datierung: Baubeginn, Fertigstellung, Datum der Erstnennung oder grobe zeitliche Einordnung entsprechend des Eintrags in der sächsischen Denkmaldatenbank
- Beschreibung: Kurzcharakteristik des Kulturdenkmals entsprechend des Eintrags in der sächsischen Denkmaldatenbank, ggf. ergänzt durch die dort nur selten veröffentlichten Erfassungstexte oder zusätzliche Informationen
- ID: Vom Landesamt für Denkmalpflege Sachsen vergebene, das Kulturdenkmal eindeutig identifizierende Objekt-Nummer. Der Link führt zum PDF-Denkmaldokument des Landesamtes für Denkmalpflege Sachsen. Bei ehemaligen Kulturdenkmalen können die Objektnummern unbekannt sein und deshalb fehlen bzw. die Links von aus der Datenbank entfernten Objektnummern ins Leere führen. Ein ggf. vorhandenes Icon  führt zu den Angaben des Kulturdenkmals bei Wikidata.